# Potomac, Illinois
Potomac là một làng thuộc quận Vermilion, tiểu bang Illinois, Hoa Kỳ. Năm 2010, dân số của làng này là 750 người.

## Dân số
Dân số qua các năm:
- Năm 2000: 681 người.
- Năm 2010: 750 người.